# Neil Dorfsman
Neil Dorfsman (31 maggio 1952) è un produttore discografico statunitense, noto per le sue collaborazioni con Dire Straits, Bruce Hornsby, Mark Knopfler, Paul McCartney e Sting.

## Discografia
Neil Dorfsman ha lavorato per oltre 300 album
- 2014	The Album Collection, Vol. 1: 1973-1984 - Bruce Springsteen - Engineer
- 2013	The Complete Album Collection, Vol. 1 - Bob Dylan - Engineer
- 2012	Grégoire Maret - Grégoire Maret - Mixing
- 2012	Live/Stone Blue - Foghat - Remixing
- 2011	The Best of 25 Years	 - Sting - Mixing, Producer
- 2011	Wonderland - Original Broadway Cast - Engineer, Mixing
- 2010	De Mares y Visiones: Canciones de Una Década - Manolo García - Mixing
- 2010	The Collection 1973-84 - Bruce Springsteen - Engineer
- 2009	Animal Grace/Walking Through Fire - April Wine - Mixing
- 2009	Great Vacation, Vol. 1: Super Best of Glay - Glay - Mixing
- 2009	Greatest Hits - Bruce Springsteen - Engineer
- 2009	Handel's Messiah Rocks - Joyful Noise - Engineer
- 2009	No Surrender - Kane - Engineer
- 2008	Ikons - Kiss - Engineer
- 2008	Olde School - The East Village Opera Company - Mixing
- 2008	Revolutions in Sound: Warner Bros. Records - The First 50 Years - Producer
- 2008	Saldremos a la Lluvia - Manolo García - Mixing
- 2008	The Other Side of Me - Linda Eder - Engineer
- 2007	In the Moment- Bob Mintzer - Engineer
- 2007	Volta - Björk - Engineer, Mixing
- 2006	Kiss Alive! 1975-2000 - Kiss - Engineering
- 2006	Révérence - Henri Salvador - Engineer, Mixing
- 2006	Soapbox Heroes - Enter the Haggis	- Engineer, Mixing, Producer
- 2006	Surrounded - Björk - Engineer
- 2005	From the Ground Up - Antigone Rising - Engineer, Mixing, Producer
- 2005	Private Investigations: The Best of Dire Straits & Mark Knopfler - Dire Straits - Producer
- 2005	Romeo Rodney - Rodney Dangerfield - Engineer, Mixing
- 2005	The Best of Bob Dylan - Bob Dylan - Engineer
- 2005	The East Village Opera Company - The East Village Opera Company - Engineer, Producer
- 2004	All the Best - Tina Turner - Producer
- 2004	Dedication/On the Line - Gary "U.S." Bonds - Engineer, Mixing
- 2004	Everybody Loves a Happy Ending - Tears for Fears - Engineer
- 2004	Faster Than the Speed of Night/Secret Dreams & Forbidden Fire - Bonnie Tyler- Engineer, Mixing
- 2004	Greatest Radio Hits - Bruce Hornsby - Producer
- 2004	Medúlla - Björk - Engineer
- 2003	Late Harvest - Serah - Engineer
- 2003	Songs of Love - Sting - Composer
- 2003	That Great Love Sound [UK CD] - The Raveonettes - Engineer
- 2003	The Chain Gang of Love - The Raveonettes - Engineer
- 2003	The Essential Bruce Springsteen - Bruce Springsteen - Engineer
- 2002	Anthology - Carly Simon - Engineer
- 2002	At the Movies - Sting - Mixing, Producer
- 2002	Beyond Words - Bobby McFerrin - Engineer, Mixing
- 2002	Favorite Enemy - Eman - Engineer, Mixing
- 2002	Happy Times Ten - Hampton the Hampster	- Engineer, Mixing
- 2002	Nobody Knows: The Best of Paul Brady[Compass] - Paul Brady - Engineer, Mixing, Percussion, Producer
- 2002	The Edge of Silence - Solas - Arranger, Engineer, Mixing, Producer
- 2001	Back to the Island: Reggae From Martha's Vineyard - Engineer
- 2000	A Collection: Step by Step/Paradox- Steps Ahead - Engineer
- 2000	Best of Art Farmer in the CTI Years - Art Farmer - Engineer
- 2000	Brand New Day: The Remixes - Sting - Engineer
- 2000	Make It Beautiful - Sara Lee - Mixing
- 1999	Brand New Day - Sting - Engineer
- 1999	Falling Forward - Willy Porter - Engineer, Mixing, Producer
- 1998	Black Progress: The Formative Years, Vol. 2 - Bob Marley - Remixing
- 1998	Fairytales - Divine - Engineer
- 1998	Greatest Hits - Gato Barbieri - Engineer
- 1998	Mixed Blessing - William Topley - Producer
- 1998	Sultans of Swing: The Very Best of Dire Straits - Dire Straits - Producer
- 1997	One Step Up/Two Steps Back: The Songs of Bruce Springsteen - Engineer
- 1997	Senegal Moon - Serah - Engineer, Mixing, Producer
- 1997	The Best of T-Connection: Everything's Still Cool - T-Connection	- Engineer, Mixing
- 1997	The Very Best of Sting & the Police	- The Police - Mixing, Producer
- 1996	Out of the Wind - Serah - Engineer, Mixing
- 1996	Bigmouth - Bigmouth - Producer, Engineer, Mixing
- 1996	Super Best of Casiopea - Casiopea - Engineer
- 1995	(What's the Story) Morning Glory? - Oasis - Mixing
- 1995	A Testimonial Dinner: The Songs of XTC - XTC - Engineer
- 1995	Cinderella: Tribute to a Classic - Disney - Engineer
- 1995	Dog Eared Dream - Willy Porter - Engineer, Mixing, Overdubs, Remixing
- 1995	Greatest Hits - Bruce Springsteen - Engineer
- 1995	Regarding the Soul - Dee Carstensen - Arranger, Engineer, Mixing, Producer
- 1995	The Strangers - The Strangers - Mixing
- 1994	Fields of Gold: The Best of Sting 1984-1994 - Sting - Mixing, Producer
- 1994	The Collected Recordings: Sixties to Nineties - Tina Turner - Producer
- 1993	On the Night - Dire Straits - Engineer, Mixing, Producer
- 1993	Screenplaying - Mark Knopfler - Engineer
- 1992	Pretty Vultures - Ten Inch Men - Engineer, Producer
- 1992	Songs & Crazy Dreams - Paul Brady - Mixing, Producer
- 1991	Prince of the Deep Water - The Blessing - Engineer, Mixing, Producer
- 1991	Stranger in This Town - Richie Sambora - Producer
- 1990	Trick or Treat - Paul Brady - Mixing
- 1989	Circle Back Home - Tom Kimmel - Engineer, Mixing, Producer
- 1989	Coming in for the Kill - Climie Fisher	 - Engineer, Producer
- 1989	Flowers in the Dirt - Paul McCartney - Engineer, Mixing, Producer
- 1989	Greenpeace: Rainbow Warriors [#1] - Producer
- 1989	Strange Angels - Laurie Anderson - Mixing
- 1989	The Original Hits - Sylvester - Engineer
- 1988	...Nada Como el Sol - Sting - Producer
- 1988	Blues for Buddha - The Silencers - Mixing
- 1988	Colin James - Colin James - Mixing
- 1988	Everything's Different Now - 'Til Tuesday - Mixing
- 1988	Greatest Hits [Arista]- Air Supply - Mixing
- 1988	Land of Dreams - Randy Newman - Engineer
- 1988	Money for Nothing - Dire Straits - Producer
- 1988	Scenes from the Southside - Bruce Hornsby & the Range - Engineer, Mixing, Producer
- 1988	Walking through Fire - April Wine- Mixing Engineer
- 1987	Coming Around Again - Carly Simon - Engineer
- 1987	Englishman in New York: The Ben Liebrand Mix - Sting - Producer
- 1987	Jude Cole - Jude Cole - Engineer, Mixing
- 1987	Lolita Pop - Lolita Pop - Mixing
- 1987	Mercy - Steve Jones	- Engineer
- 1987	Nothing Like the Sun - Sting - Mixing, Producer
- 1986	Daring Adventures - Richard Thompson - Engineer, Mixing
- 1986	Secret Dreams & Forbidden Fire - Bonnie Tyler - Mixing
- 1986      Rock for Amnesty - Producer
- 1986	True for You - Paul Brady - Engineer, Mixing, Percussion, Producer
- 1986	Whiplash Smile - Billy Idol - Engineer
- 1985	Boys and Girls - Bryan Ferry	- Engineer
- 1985	Brothers in Arms - Dire Straits - Engineer, Producer
- 1984	Cal - Mark Knopfler - Engineer
- 1984	Emotion - Barbra Streisand - Engineer
- 1983	Faster Than the Speed of Night - Bonnie Tyler - Engineer, Mixing
- 1983	Hello Big- Man - Carly Simon - Engineer
- 1983	Infidels - Bob Dylan - Engineer
- 1983	Lonely at Night - Orphan - Engineer
- 1983	Love Over and Over - Kate & Anna McGarrigle - Engineer
- 1982	Ignition - John Waite - Assistant Engineer
- 1982	Love Over Gold - Dire Straits - Engineer
- 1982	On the Line - Gary "U.S." Bonds - Engineer
- 1982	Smokin' in the Pit - Steps Ahead - Engineer, Mixing
- 1982	The Philip Lynott Album - Phil Lynott - Mixing
- 1981	Chances Are - Bob Marley & the Wailers - Engineer, Remixing
- 1981	Dedication  - Gary "U.S." Bonds - Engineer
- 1981	Wanderlust - Mike Mainieri - Engineer, Mixing
- 1980	Carnaval - Spyro Gyra - Engineer
- 1980	Diana - Diana Ross - Engineer
- 1980	Manhattan Update - Warren Bernhardt - Engineer
- 1980	The River - Bruce Springsteen - Engineer
- 1979	La Cuna - Ray Barretto - Engineer, Mixing
- 1979	Yama - Art Farmer - Engineer
- 1978	Heavy Metal Be-Bop - The Brecker Brothers - Assistant Engineer
- 1978	Jorge Santana - Jorge Santana - Assistant Engineer
- 1978	Stone Blue - Foghat - Remixing
- 1978	The Captain's Journey - Lee Ritenour - Assistant Engineer
- 1977	Alive II- Kiss - Assistant Engineer
- 1977	Love Eyes - Art Webb - Assistant Engineer

Colonne sonore
- 2000	Dolphins [Original Soundtrack] - Producer
- 1995	The Living Sea [Soundtrack from the IMAX film] - Producer
- 1995	The Mighty Morphin Power Rangers [Original Soundtrack] - Mixing, Producer
- 1994	Four Weddings and a Funeral - Original Soundtrack - Producer
- 1992	Hellraiser III: Hell on Earth [Soundtrack] - Randy Miller - Producer
- 1991	Backdraft [RCA]- Hans Zimmer - Producer
- 1989      She-Devil “Always” [Original Soundtrack] - Producer, Mixing
- 1984	Footloose [Original Soundtrack] - Associate Producer, Mixing
- 1983	Local Hero [Original Soundtrack] - Mark Knopfler - Engineer

Box Sets/Catalogs
- 2014	The Album Collection, Vol. 1: 1973-1984 - Bruce Springsteen - Engineer
- 2013	The Complete Album Collection, Vol. 1 - Bob Dylan - Engineer
- 2012	The Complete Arista Albums Collection - The Brecker Brothers - Mixing
- 2011	The Complete Columbia Albums Collection - Wayne Shorter - Engineer
- 2010	The Collection 1973-84 - Bruce Springsteen - Engineer
- 2008	Greatest Hits [Steel Box Collection] - Bonnie Tyler - Engineer
- 2005	The Collection, Vol. 3: Blonde on Blonde/Blood on the Tracks/Infidels - Bob Dylan - Engineer
- 2003	Bob Dylan [Limited Edition Hybrid SACD Set] - Bob Dylan- Engineer
- 1998  Tracks - Bruce Springsteen - Engineer